# Kojatín
Kojatín – miejscowość i gmina (obec) w Czechach, w kraju Wysoczyna, w powiecie Třebíč. W 2022 roku liczyła 93 mieszkańców.